# Вероніка Вдовиченко
Вероніка Вдовиченко (27 серпня 1985) — молдовська плавчиня.
Учасниця Олімпійських Ігор 2008 року.